# Koningin Astridkapel

Overzichtsplan Astridgedenksite

| 1) Vierwoudstrekenmeer 2) Luzernerstrasse 3) Regenafvoeropening 4) Perenboom 5) Gedenkkruis | 6) Rietgordel 7) Bezoekersgebied 8) Nieuwe locatie kapel 9) Oude locatie kapel |
|                                                                                             |                                                                                |

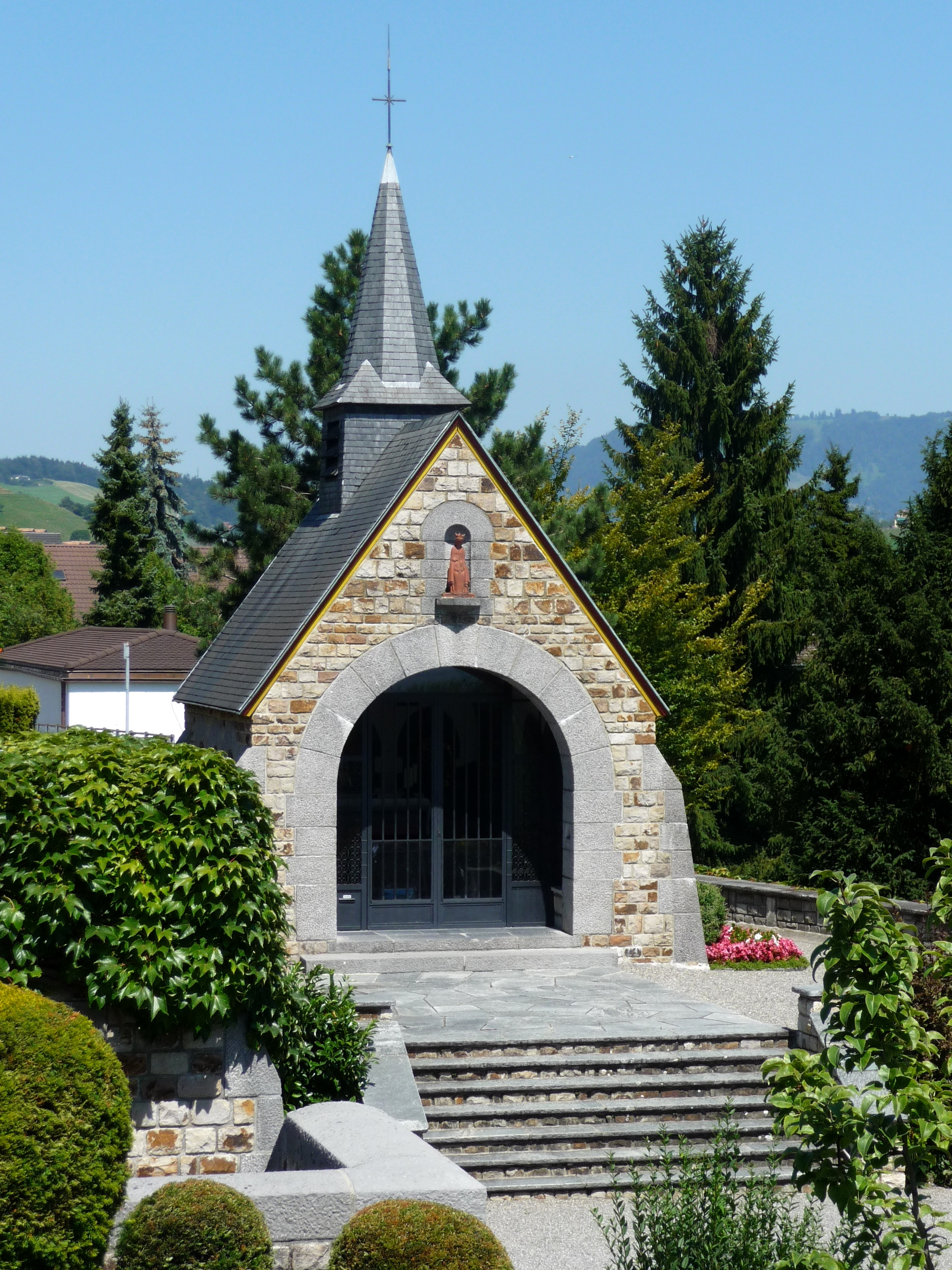
Astridkapel in augustus 2012

De Astridkapel is een kapel aan het Vierwoudstrekenmeer in het Schwyzkanton, opgericht als aandenken aan het dodelijke auto-ongeval in 1935 van de Belgische koningin Astrid. Ze werd in 1936 ingewijd en in 1960 verplaatst en omvat naast de kapel een stuk grasland met een kruis. Ze bevindt zich aan de zuidelijke ingang van het dorp Küssnacht in de gelijknamige gemeente tussen de Luzernerstrasse en het meer.

## Historische achtergrond

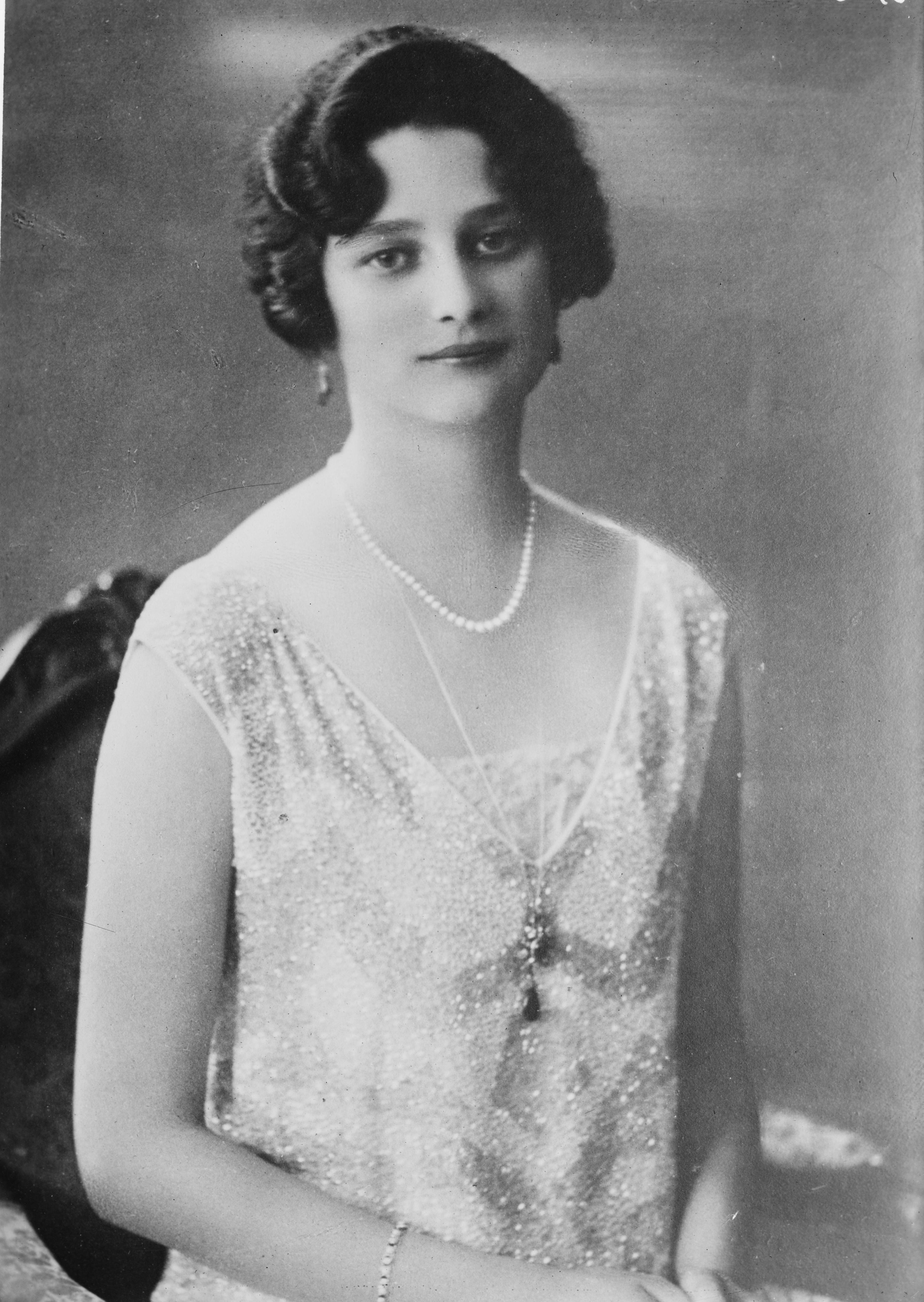
Koningin Astrid in december 1926

Op 14 december 1898 verwierf prins Filips, vader van Albert I van België, de Villa Haslihorn in Horwer deelgemeente Sint-Niklausen bij Luzern. Deze deed het daaropvolgend decennium dienst als zomerresidentie van de Belgische koningsfamilie. Na het overlijden van Albert bij een klimongeval, nam zijn zoon Leopold III deze op 23 februari 1934 over. In het kader van zijn erfopvolgingsregeling ging ook het vastgoed in Zwitserland deels over in zijn bezit. In februari 1938 werd de residentie als gevolg van een ongeluk verkocht aan een koopman uit Bazel, waarna ze werd vervangen door een nieuwbouw.
Leopold III was sinds de 4 november 1926 met Astrid van Zweden getrouwd en had met haar drie kinderen, waaronder de in 1930 en 1934 geboren latere troonopvolgers Boudewijn en Albert In augustus 1935 bevond het koningspaar zich traditiegetrouw op weg naar Zwitserland.

## Het ongeval

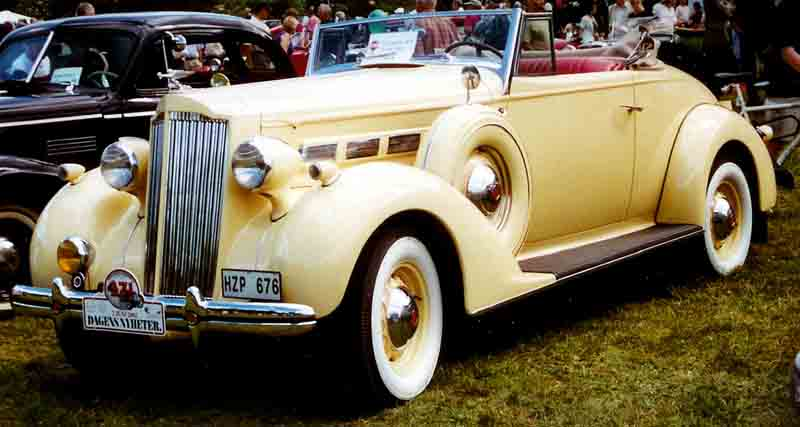
Packard 120-C Convertible Coupé, vergelijkbaar model

Op 29 augustus 1935 om ongeveer 9u15 reden Koning Leopold, Koningin Astrid en chauffeur Pierre Devuyst begeleid door een andere wagen in de buurt van het vierwoudstrekenmeer op de Kantonsstrasse van Luzern naar Küssnacht. Tegen de geplogenheden in bestuurde de koning het voertuig – een Packard 120 Convertible Coupé – zelf. Volgens loodgietersbedrijf Friedrich Krebser, dat zich enkele honderden meters voor Küssnacht bij het landgoed Langweid aan de straatkant bevond, hield Koningin Astrid een wegenkaart in de hand en wees naar de berg Rigi aan de overkant van het meer. Kort daarop reed Koning Leopold met een snelheid van 50 km/u met de rechterwielen over een 20 centimeter hoge begrenzingsmuur die op die plaats over een kort gedeelte onderbroken was. Na 30 meter draaide de auto, geholpen door de steile helling, naar rechts en botste met de bijrijderskant tegen een perenboom aan de andere kant van de muur. Koningin Astrid viel uit de wagen en bleef enkele meters onder de perenboom in het gras liggen. Het beschadigde voertuig reed verder de helling af, botste tegen een tweede boom en kwam tot stilstand in de rietgordel in ongeveer 75 centimeter diep water.

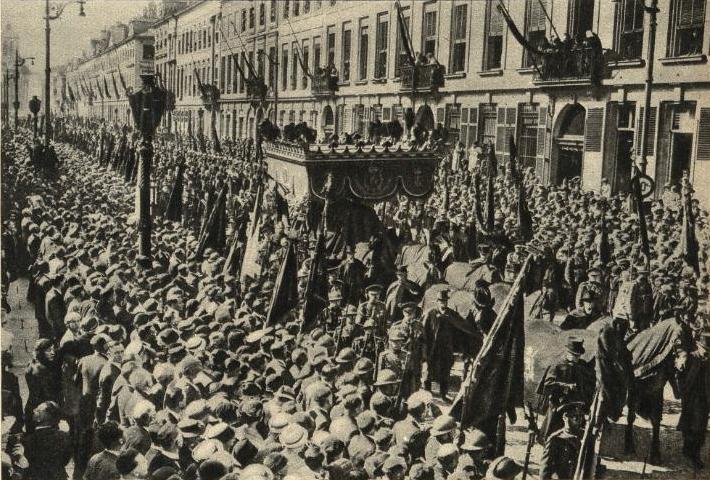
Begrafenisplechtigheid in Brussel in september 1935

Een paar minuten later kwamen de gealarmeerde politiedienst van Küssnacht, de beide artsen Armin Jucker en Robert Steinegger evenals de diaken Severin Pfister, omringd door kijklustigen op de plaats van het ongeval aan. Ondanks dat Koning Leopold zich kort na het ongeval minutenlang om zijn stervende vrouw had bekommerd konden de aanwezige artsen enkel nog de dood van Koningin Astrid vaststellen, volgens het overlijdensverslag om 9:45. Ze liep bij het ongeval een schedelbreuk op met zware uitwendige verwondingen aan het hoofd en de rechterkant van het aangezicht. Koning Leopold liep volgens het doktersverslag schaafwonden, een hersenschudding, snijwonden en kneuzingen aan de hand op. De chauffeur op de achterzetel werd slechts licht aan het been verwond.

## Planning en bouw van de gedenkplaats

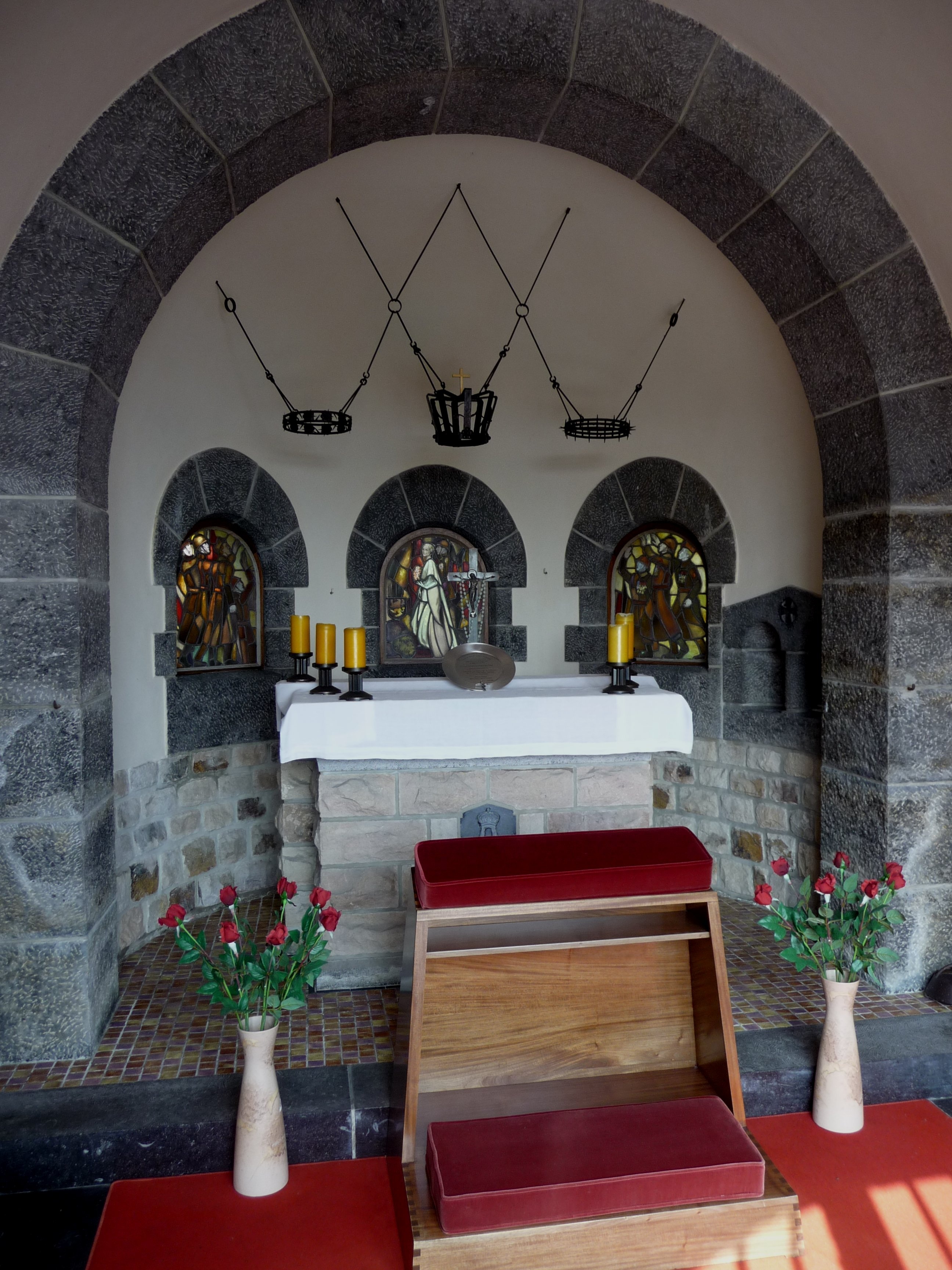
Binnenruimte en altaar in april 2009

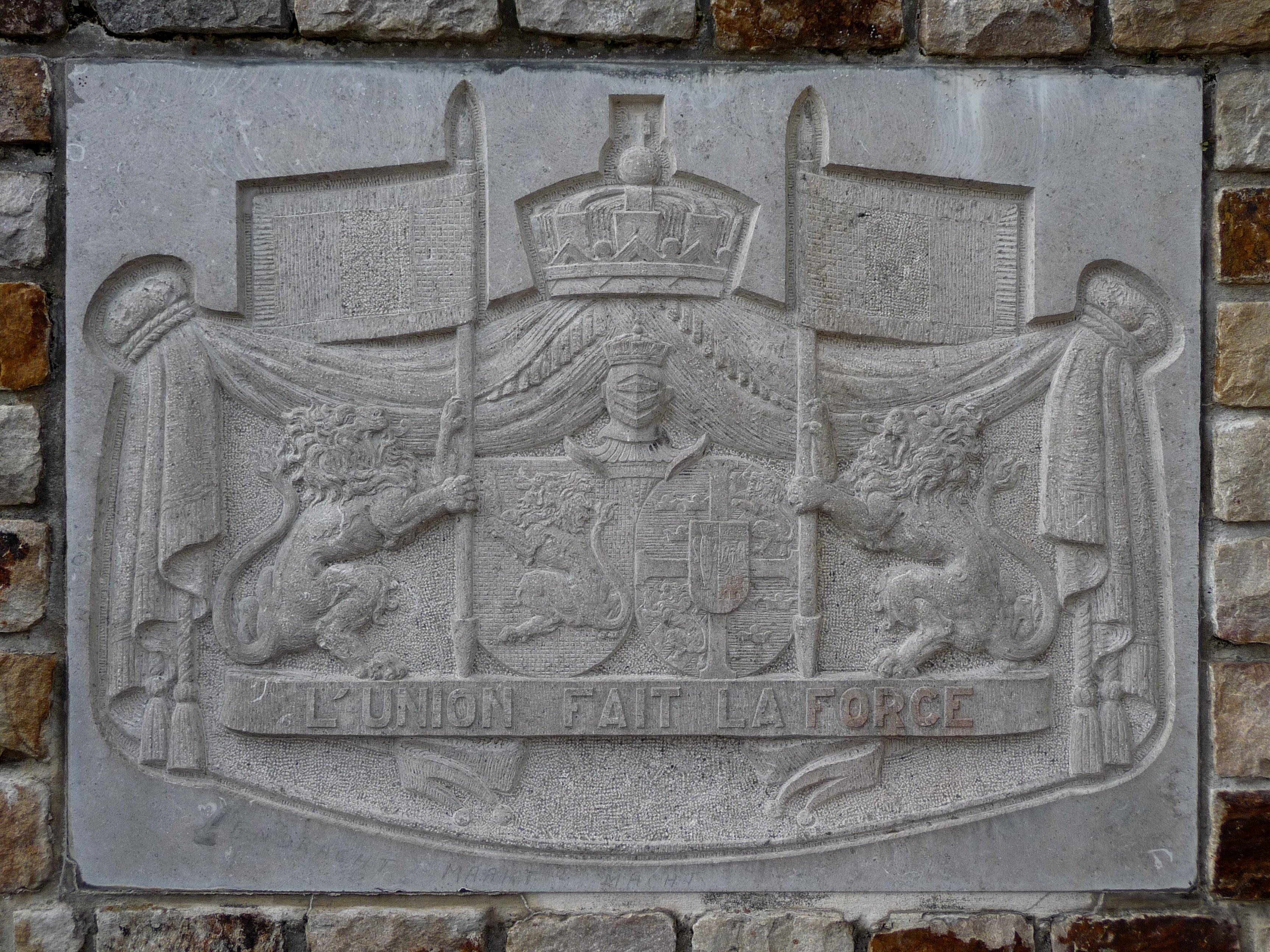
Reliëf in april 2009

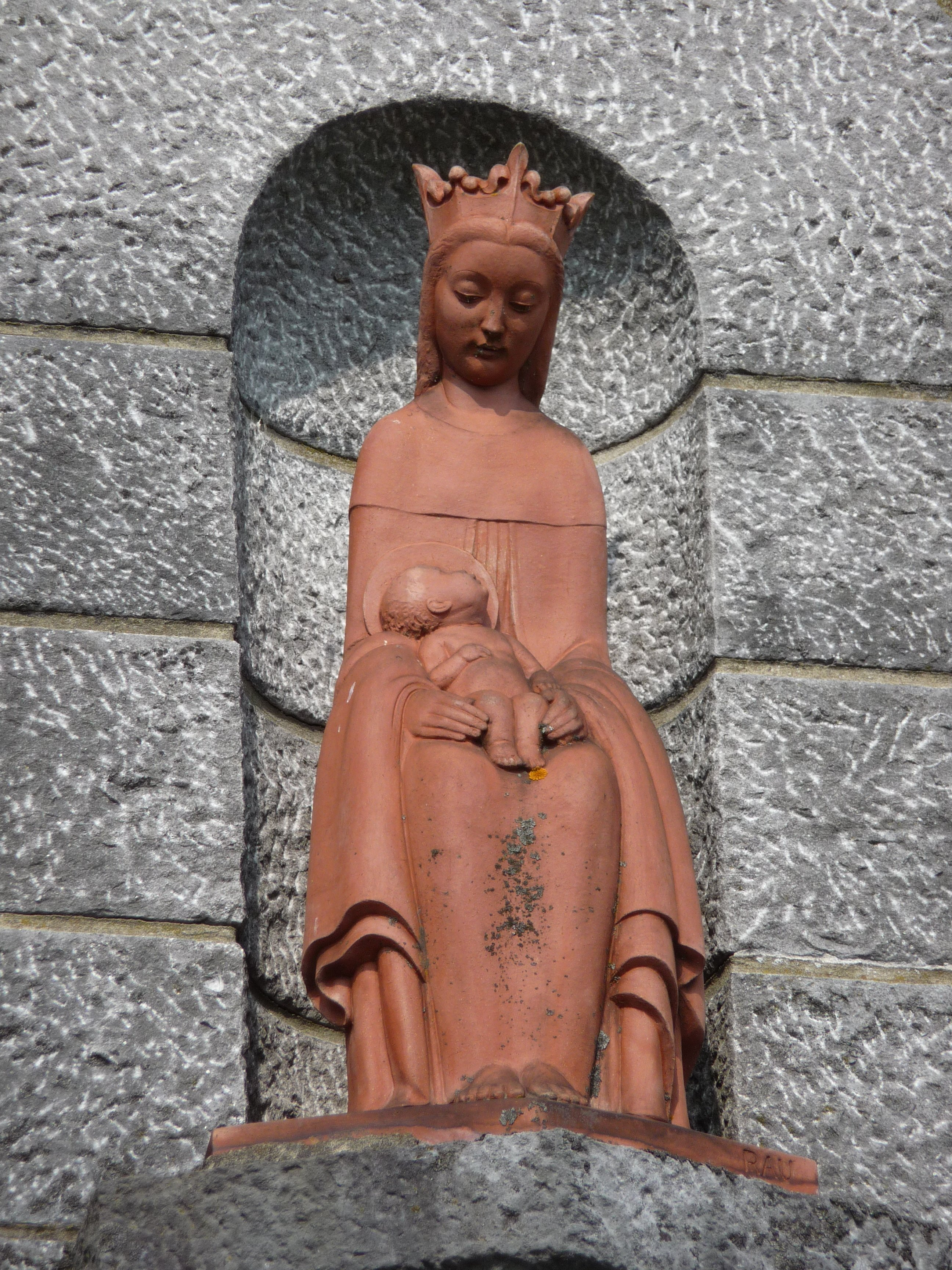
Madonna met kind in april 2009

Reeds kort na het ongeval werd de Zwitserse regering door privépersonen en dagbladen verzocht om de locatie waar het drama plaatsvond te verwerven en het aan het Belgische koningshuis over te dragen. In een schrijven aan de Zwitserse ambassade in Brussel van 29 mei 1936 beschouwde de Bundesrat het als „een Plicht der medelevendheid en vriendschap […], der Belgische vorst de locatie waar zijn gemalin overleed, in eigendom te schenken“.
De eerste ontwerpen voor het bouwen van een gedenkmonument, voerde vervolgens tot moeizame discussies tussen de Zwitserse regering en het Belgische koningshuis. Enerzijds wilde de koning het grondstuk in zijn oorspronkelijke vorm bewaren, anderzijds betekende het toenemende verkeer en de talrijke bezoekers een serieus te nemen veiligheidsprobleem. Uiteindelijk kwamen beide partijen tot een compromis, nadat het geplande trottoir boven de perenboom tot een breedte van 1,05 meter gereduceerd werd en de boom zelf ter bescherming met een ijzeren hek werd omgeven. Een herdenkingskruis uit Zweeds Graniet met als opschrift « La croix du Roi » (Nederlands: „Het kruis van de koning“) markeert de plaats waar koningin Astrid bezweek aan haar verwondingen. Tussen de straat en het water werden aan beide kanten trappen gebouwd.
Ondertussen verzamelde de Belgische Veteranenvereniging van de Eerste Wereldoorlog (Œuvre Nationale des Invalides de Guerre, ONIG) schenkingen voor het bouwen van een gedenkkapel. Aan het einde van 1935 hadden ze een bedrag van om en bij de 50.000 Belgische Frank ingezameld. De Belgische architect Paul Rome kreeg de opdracht voor de bouw van de kapel. In maart 1936 werd de bouwvergunning goedgekeurd en werd de Firma Gambaro uit Küssnacht de opdracht gegeven om met de bouw te starten.
Voor de Bouw werden uitsluitend Belgische bouwmaterialen gebruikt, die door Frankrijk en Zwitserland kosteloos getransporteerd werden. Daarenboven kwamen alle voor de uitrusting van de kapel verantwoordelijke kunstenaars uit België. Naast de ingang werd er een reliëf uit steen geplaatst met als opschrift « L’union fait la force » (Nederlands: „Eenheid maakt macht“). Een ander gedenkbord geeft meer uitleg over het ongeluk in het Frans, Nederlands en het Duits. Boven de ingang is er een nis met daarin een roodachtig standbeeld van Madonna met kind. Aan de binnenzijde van de kapel bevinden zich aan elke kant drie Glasramen, waarvan toentertijd het middelste een beeltenis van de koningin toont – achter het altaar ook begeleid door haar echtgenoot. Boven het altaar werden symbolisch een koningskroon, een rozenkroon en een doornenkroon opgehangen. De klok draagt het Latijnse opschrift „Plango Astridam, Belgarum Reginam quae hic perit 1935 aetate 29“ (Nederlands: „Ik beween Astrid, de Koningin der Belgen, die hier het leven liet op 29-jarige leeftijd“).
Op 28 juni 1936 vond de officiële inwijding plaats, waarvoor talrijke binnen- en buitenlandse gasten zich aanboden. Na de begroetingsceremonie op de feestelijk aangeklede meeroever van Küssnacht werd de nieuwe kapel in kleinere groepen bezocht, onder muzikale begeleiding van de door het Militaire muziekkorps (Harmonie Royale des Invalides Belges) gespeelde treurmars van Chopin. Monseigneur Colle, geestelijke van het Belgische hof, nam het inwijden van de kapel waar. Koning Leopold, die aan de feestelijkheden niet deelnam, liet een krans neerleggen.

## Aanpassingen aan de kapel

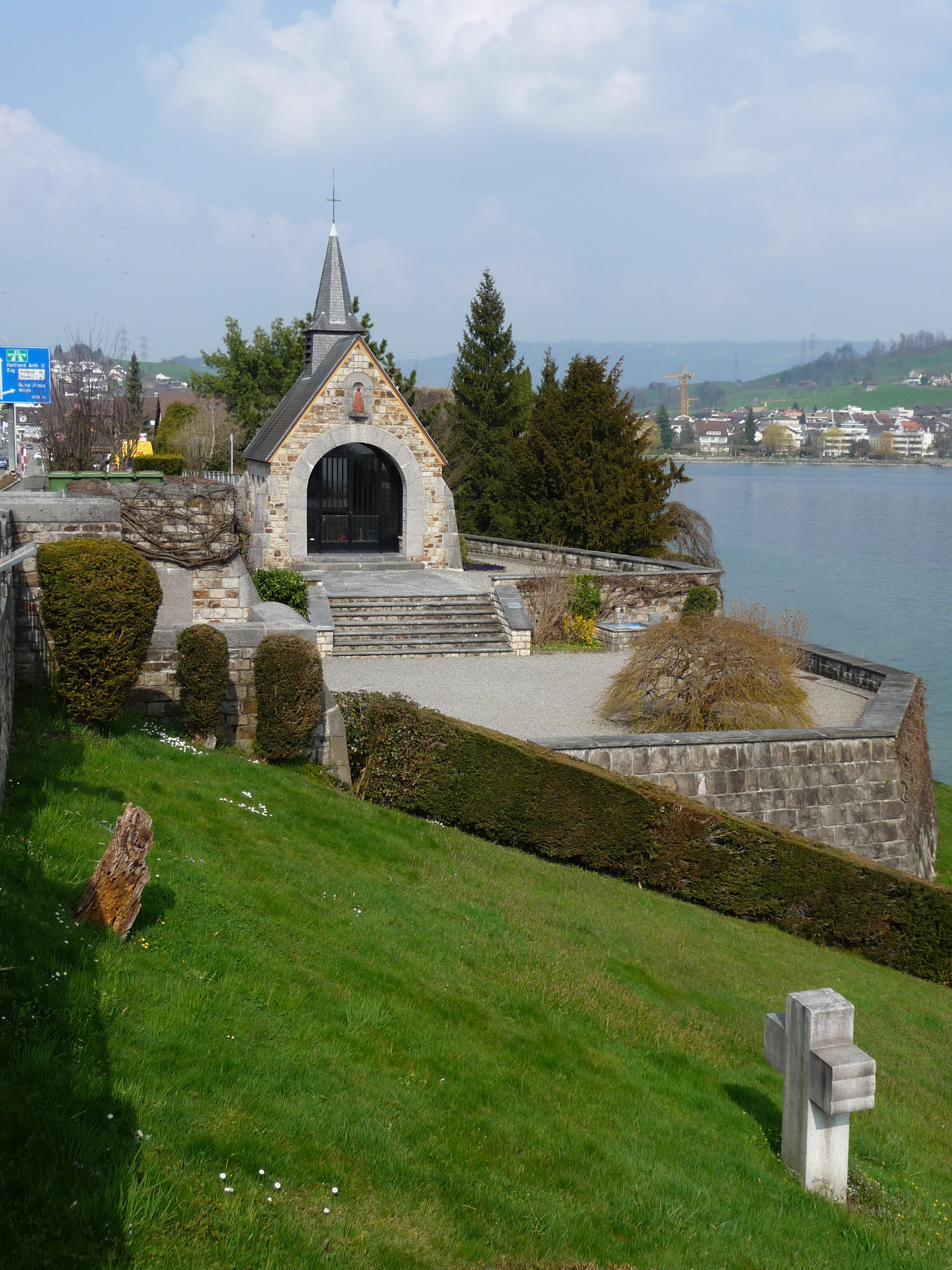
Astridkapel met kruis en de oude boomstronk in april 2009

In de daaropvolgende maanden nam het verkeer naar de gedenkplaats aanhoudend toe. Het gebeurde zelfs dat de belangrijke doorgangsweg van Luzern naar Gotthard door geparkeerde wagens quasi geblokkeerd werd. Als maatregel hiertegen vorderde de koninklijke huishouding bij het Eidgenössischen Politischen Department een snelheidsbeperking tot 20 km/u voor alle motorrijtuigen. Nadat die door de Schwyzer regeringsraad werd toegezegd in januari 1937, kwam er enkele weken later politieke tegenstand tegen het besluit. Pas toen opdracht werd gegeven om een trottoir aan te leggen in april 1939 werd de snelheidsbeperking weer opgeheven.
In 1952 werd het verkeersprobleem op aanvraag van de gemeenteraad van Küssnacht door de Schwyzerregering vernieuwd op de dagorde geplaatst. Er werden meerdere oplossingen voor de precaire situatie voorgelegd. De oplossing die de voorkeur van de lokale instanties genoot: het verplaatsen van de kapel naar de andere straatkant, werd door het Belgische consulaat in Luzern afgewezen, omwille van de bijzondere betekenis van het oord. Een aanbeveling van de gehomologeerde bouwinspectie in Bern stelde voor om een doorgangsweg aan te leggen tussen het monument en het meer. Dit oplossingsvoorstel was wederom niet naar de zin van sommige burgers, die daarop een comité opstartten en de mening van het volk ter hunne gunste beïnvloedden.
Het was wachten op een nieuwe uitspraak door de Belgische ambassadeur P.A. Forthomme op 3 juni 1957 voor een doorbraak: In een schrijven deelde hij mee dat de Donation Royale als eigenaar geen bezwaren meer had tegen een verplaatsing van de kapel. In het jaar 1959 besloot de regeringsraad, om de kapel naar de ander kant aan de meeroever te verplaatsen, de Luzernerstrasse tot negen meter te verbreden, het gedenkteken met het dorp Küssnacht over een trottoir te verbinden en parkeerplaatsen, een toilet en voetgangerstunnel aan te leggen.
Het verplaatsen van de zowat 150 ton zware kapel was een ambitieus project, waarbij ook architect Paul Rome aanwezig was. Het bouwwerk werd met een betonnen balk ondersteund, dan 150 graden gedraaid, tweeënenhalve meter verlaagd en daarop meer dan 30 meter in de richting van Küssnacht verschoven. Op 1 april 1960 werd de straat overgestoken, om de kapel op het nieuw voorbereide fundament te plaatsen. Eind 1960 waren de saneringswerken grotendeels afgesloten.

## Recentere gebeurtenissen
Naar aanleiding van de vijftigste verjaardag van het drama werd het Belgische koningshuis op 29 augustus 1985 uitgenodigd voor een herdenkingsplechtigheid. Koning Boudewijn, koningin Fabiola, troonopvolger prins Albert, zijn vrouw Paola en groothertogin Josephine Charlotte van Luxemburg kwamen om 11u15 met een legervliegtuig op de luchthaven van Emmen aan. Bij de eregasten hoorde de 82-jarige toenmalige chauffeur Pierre Devuyst. Het koninklijk bezoek werd afgerond met een bezoek aan de banketzaal van het kasteelhotel Swiss-Chalet in Merlischachen, die ter nagedachtenis aan de gestorven koningin de naam Astrid-Hall kreeg. Sinds dit bezoek organiseert de raad van Küssnacht jaarlijks een openbaar herdenkingsfeest.
Op de avond van 21 augustus 1992 trok er een hagelstorm over, waarbij meer dan 2000 appel- en perenbomen ontworteld werden of afbraken. Ook de perenboom waar het koningspaar tegen was gebotst was daarbij. De resten van de boom kunnen nog in het Heimatmuseum van Küssnacht aanschouwd worden. Op de plaats van het ongeval bleef nog slechts een korte stronk achter.
Op 29 augustus 2010 bezocht koning Albert II de herdenkingsplaats en name deel aan een kerkdienst voor zijn 75 jaar voordien overleden moeder. Voordat dit bezoek plaatsvond, werd de boomstronk verwijderd en vervangen door een jonge perenboom.
Op 29 augustus 2015 heeft de Belgische koning Filip bij een privébezoek aan Küssnacht zijn overleden grootmoeder Astrid herdacht. De 55-jarige vorst kwam rond 12 uur bij het «Königin Astrid Memorial» in Küssnacht SZ aan. Ook zijn 12-jarige zoon prins Gabriel was erbij. Dit was voor allebei de eerste keer dat ze de plaats van het ongeval bezochten.

## Weblinks
- Astrid-Kapelle bij HohlgassLand Tourismus.
- Bilder op Bilder-Fotos.ch